# Christmas Comes But Once a Year
Pour plus de détails, voir Fiche technique et Distribution.
Christmas Comes But Once a Year est un court-métrage d'animation distribué par la Paramount Pictures et produit par Fleischer Studios.
Il a été réalisé en 1936 par Max et Dave Fleischer et met en scène des orphelins et un faux père Noël qui va faire leur bonheur.
Il fait partie des Color Classics.